# 赤金堡组
赤金堡组是位于中国甘肃玉门及与内蒙古交界地区的下白垩世地层，1941年由王尚文命名。该地层以紫红、灰绿色砾岩、砂岩、砂质泥岩、灰黑色页岩为主，间夹煤层与泥灰岩。